# میدان بوعزیز
میدان بوعزیز (انگلیسی: Mohamed-Bouazizi Square)خیابانی است که در پارک مونت سوری در منطقه ۱۴ شهر پاریس واقع شده‌است.

## موقعیت و دسترسی
میدان بو عزیز توسط اتوبوس‌های ۲۱ و ۶۲ اتوبوسرانی شهر پاریس قابل دسترسی است.

## مبنای نامگذاری

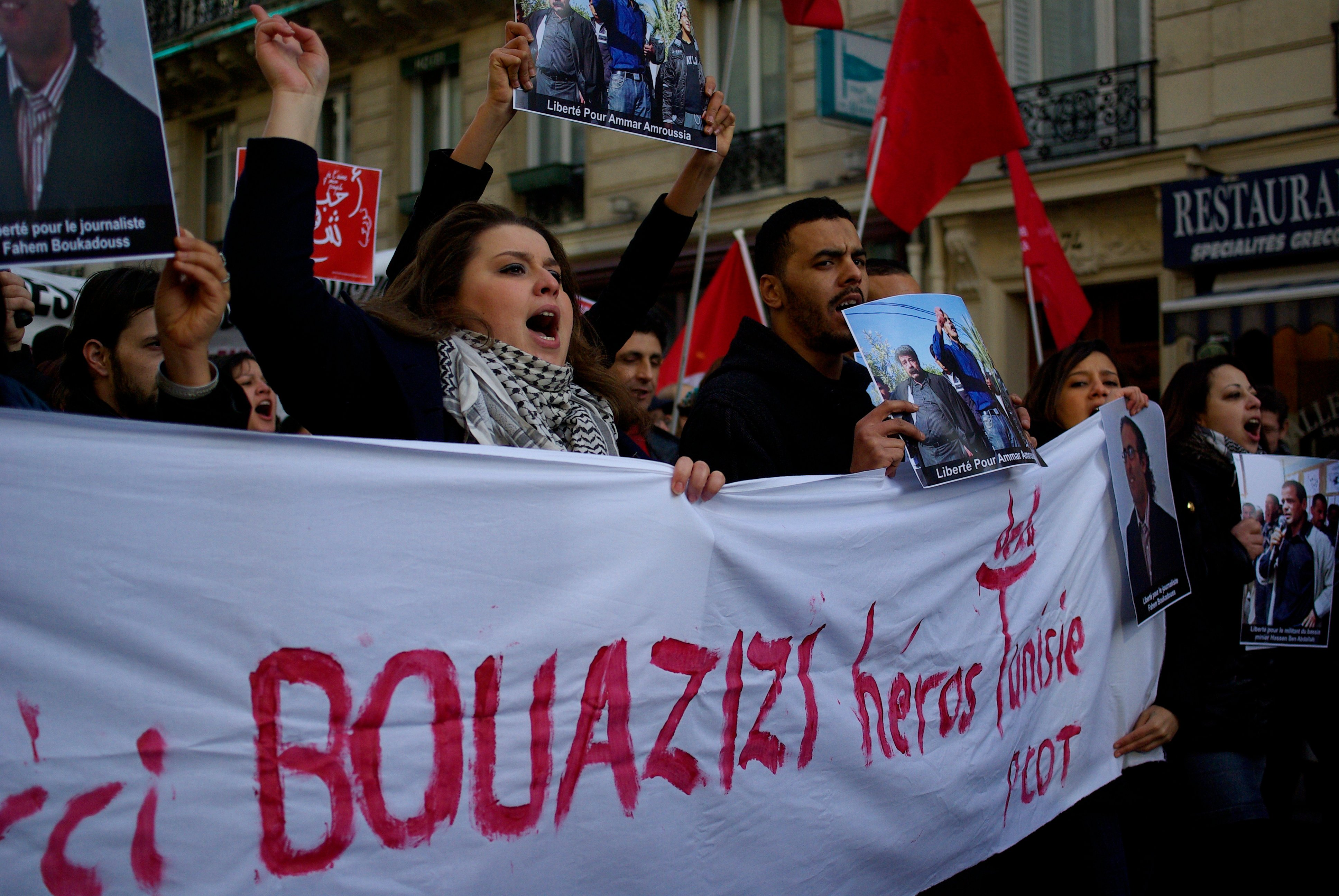
حمایت از بوعزیزی در پاریس

این محل نام محمد بوعزیز را بر خود دارد که با خودسوزیش در سیدی بوزید، در تونس، در دسامبر ۲۰۱۰ محرکی برای انقلاب تونس در۲۰۱۱ شد که این انقلاب بعداً در بهار عربی ادامه یافت.

## تاریخچه
این میدان راه مشرف بر خیابان سیبل است که در پروژه توسعه مونت سوری ساخته شد و در سال ۲۰۱۱ نام فعلی را گرفت.

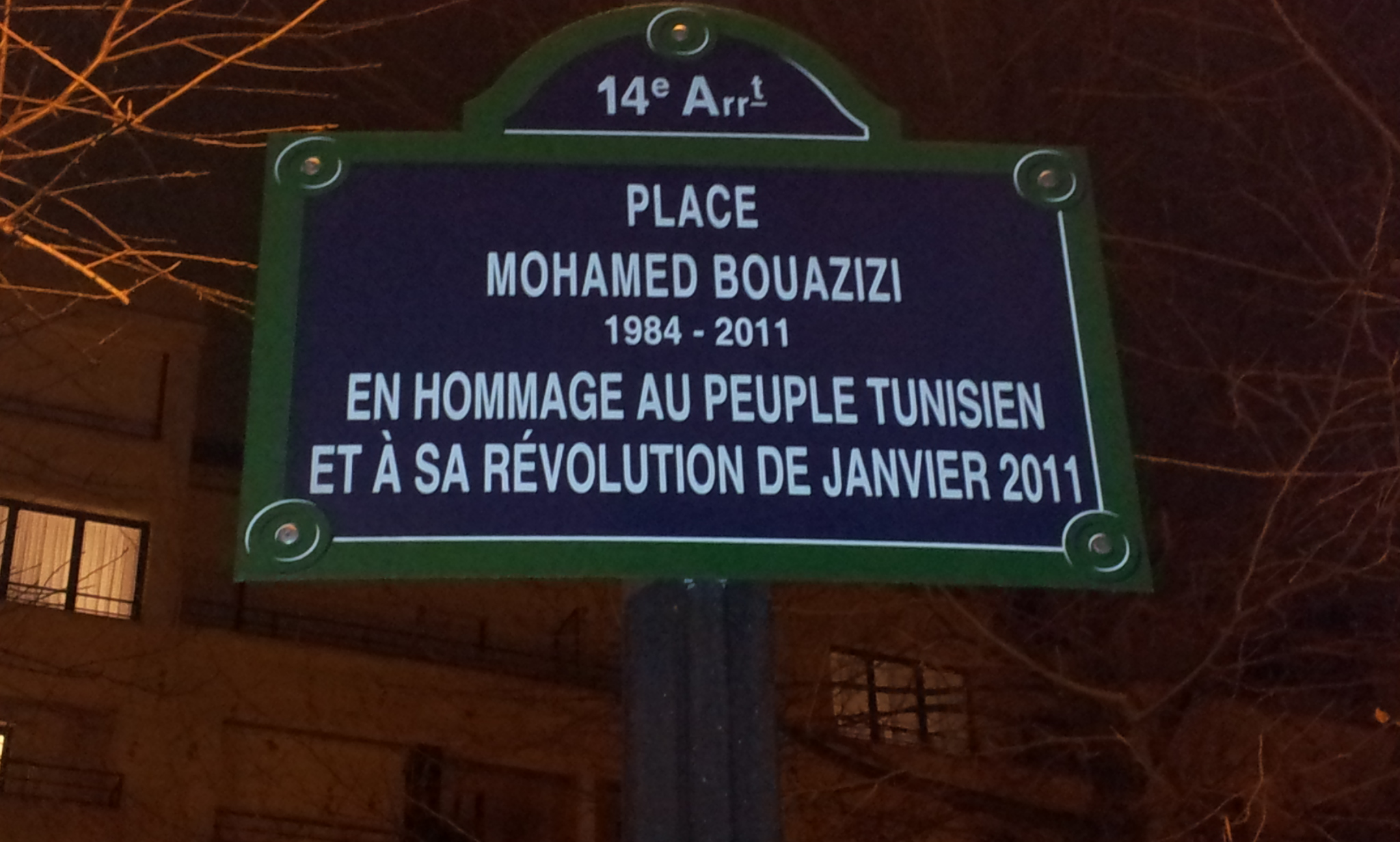
پلاک میدان محمدبوعزیز

نام فعلی این محل طی یک رای متفق‌القول شورای شهر پاریس در فوریه ۲۰۱۱ برگزیده شد. این رای با وجود آن بود که معمولاً اینگونه نامگذاری‌ها پنج سال بعد از فوت فرد انجام می‌گیرد.
در ۳۰ ژوئن ۲۰۱۱ این محل توسط شهردار پاریس، برتراند دلون در حضور مادر و دیگر اعضای خانواده بوعزیز و همچنین مختار طربفی مدیر لیگ حقوق بشر تونس افتتاح شد. بر روی پلاکی که در این محل نصب شده نوشته شده‌است: «به احترام مردم تونس و انقلابشان در ژانویه ۲۰۱۱».

## ساختمان ها و یادبودها
این میدان که قبل از هر چیز از درختان نژاد اروپایی پر شده ، همچنین با درختان نخل از شمال افریقا نیز تزیین شده است. میدان همچنین دارای یک محوطه بازی است که دارای میزهایی ساخته شده از سیمان برای بازی تنیس روی میز است. این محوطه  بر پارک مونت سوری نظاره دارد.

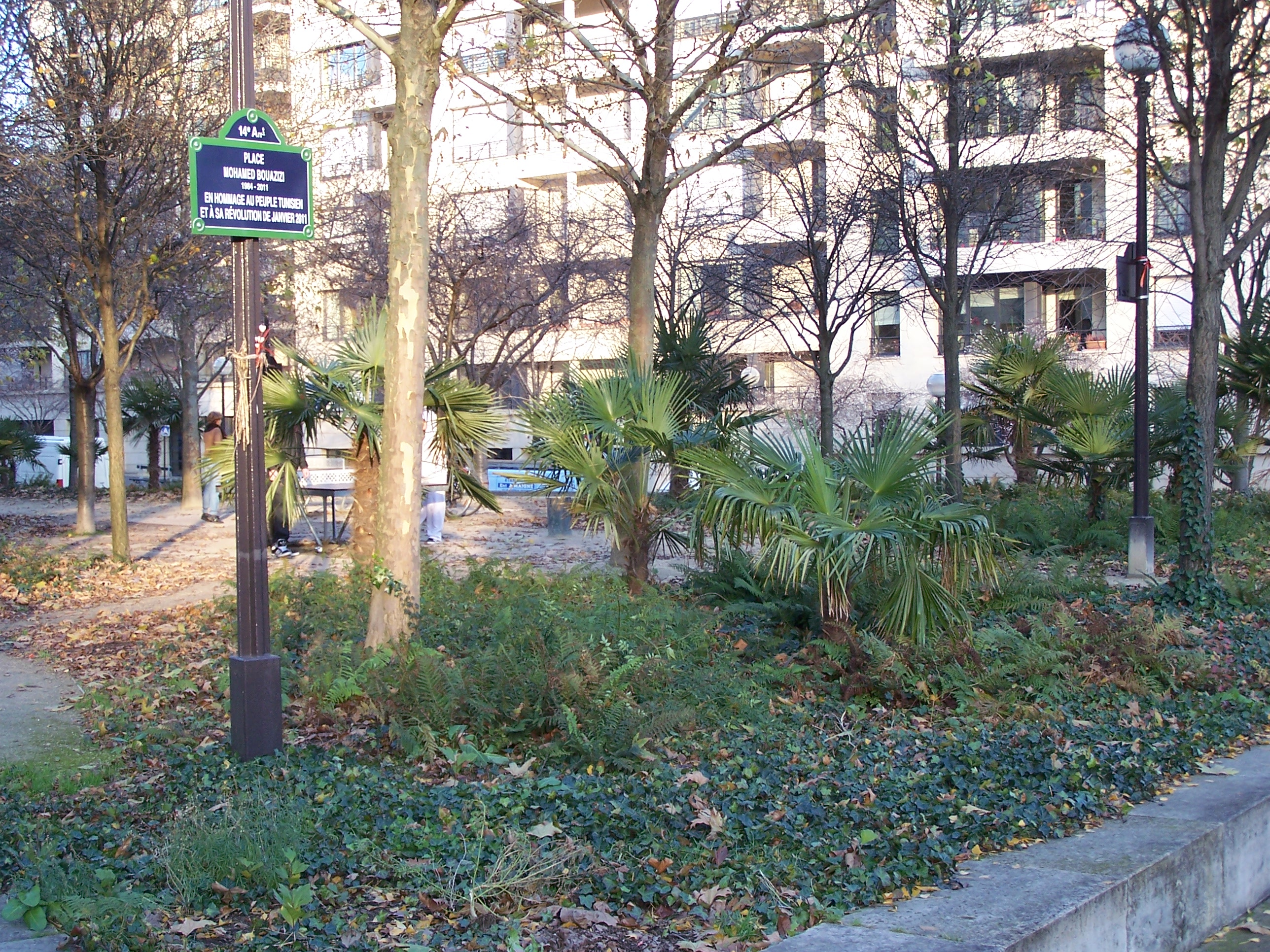
محوطه بازی